# Mare of Easttown
Mare of Easttown es una miniserie estadounidense de drama y misterio creada por Brad Ingelsby y estrenada el 18 de abril de 2021 en HBO.

## Sinopsis
Mare Sheehan es una detective de una pequeña ciudad de Pensilvania que investiga un asesinato local en un momento en que su propia vida se desmorona a su alrededor.

## Reparto
- Kate Winslet como Marianne “Mare” Sheehan, una detective en el pueblo de Easttown, Pensilvania, a quien le encargan la investigación del asesinato de una joven y la desaparición de otra.
- Julianne Nicholson como Lori Ross, mejor amiga de Mare.
- Jean Smart como Helen Fahey, madre de Mare.
- Angourie Rice como Siobhan Sheehan, hija de Mare y Frank Sheehan.
- David Denman como Frank Sheehan, exmarido de Mare.
- Evan Peters como el Detective Colin Zabel, un detective del condado quien es enviado para asistir a Mare.
- Neal Huff como el Padre Dan Hastings, primo de Mare, un cura católico y pastor de la Iglesia St. Michael.
- Guy Pearce como Richard Ryan, un escritor y profesor el cual comienza una relación sentimental con Mare.
- John Douglas Thompson como el Jefe Carter, jefe de Mare en el departamento policial.
- Sosie Bacon como Carrie Layden, la madre de Drew, el nieto de Mare.
- Cailee Spaeny como Erin McMenamin, una madre adolescente la cual es asesinada.
- Joe Tippett como John Ross, esposo de Lori y primo de Kenny McMenamin.
- Patrick Murney como Kenny McMenamin, padre de Erin.
- James McArdle como el Diácono Mark Burton, un diácono católico trasladado a la Iglesia St. Michael luego de recibir acusaciones de abuso sexual en su previa parroquia.
- Kate Arrington como Faye, la prometida de Frank.
- Ruby Cruz como Jess Riley, la mejor amiga de Erin.
- Justin Hurtt-Dunkley como el Oficial Trammel.
- Enid Graham com Dawn Bailey, una ciudadana de Esttown cuya hija Katie, está desaparecida hace más de un año.
- Caitlin Houlahan como Katie Bailey, una joven que se encuentra desaparecida hace más de un año.
- Izzy King como Drew Sheehan, el nieto de Mare, hijo de Kevin Sheehan y Carrie Layden.
- Cody Kostro como Kevin Sheehan, hijo mayor de Mare, quien ha muerto por un suicidio dos años antes.
- Jack Mulhern como Dylan Hinchey, exnovio de Erin.
- Mackenzie Lansing como Brianna Del Rasso, actual novia de Dylan.
- Cameron Mann como Ryan Ross, hijo mayor de Lori y John.
- Kassie Mundhenk como Moira Ross, hija menor de Lori y John, quien tiene Síndrome de Down.
- Robbie Tann como Billy Ross, hermano de John y primo de Kenny.
- Phyllis Somerville como Betty Carroll, una aciana residente de Easttown; este fue el último rol de Sommerville antes de su muerte en el 2020.
- Patrick McDade como Glen Carroll, esposo de Betty.
- Chinasa Ogbuagu como Beth Hanlon, hermana de Freddie, y amiga cercana de Mare y Dawn.
- Madeline Weinstein como Becca, novia de Siobhan.

## Episodios
| N.º | Título                   | Dirigido por | Escrito por   | Fecha de emisión original | Audiencia (millones) |
| --- | ------------------------ | ------------ | ------------- | ------------------------- | -------------------- |
| 1 | «Miss Lady Hawk Herself» | Craig Zobel  | Brad Ingelsby | 18 de abril de 2021       | 0.600                |
| Bajo la creciente presión de la comunidad, la detective Mare Sheehan retoma el caso de una desaparición sin resolver.                        |                          |              |               |                           |                      |
| 2 | «Fathers»                | Craig Zobel  | Brad Ingelsby | 25 de abril de 2021       | 0.735                |
| Mare interroga a los sospechosos de un espeluznante asesinato y da una gélida bienvenida a Colin Zabel, un detective convocado para ayudar.  |                          |              |               |                           |                      |
| 3 | «Enter Number Two»       | Craig Zobel  | Brad Ingelsby | 2 de mayo de 2021         | 0.918                |
| Los registros telefónicos llevan a Mare a interrogar a un sospechoso improbable. Más tarde, Mare recibe un consejo no solicitado de Richard. |                          |              |               |                           |                      |
| 4 | «Poor Sisyphus»          | Craig Zobel  | Brad Ingelsby | 9 de mayo de 2021         | 1.049                |
| Colin presiona a un sacerdote local sobre su pasado. Una llamada anónima da a Dawn la esperanza de que Katie pueda seguir viva.              |                          |              |               |                           |                      |
| 5 | «Illusions»              | Craig Zobel  | Brad Ingelsby | 16 de mayo de 2021        | 1.064                |
| Mare se reúne con una fuente semirretirada en un intento de encontrar una posible conexión con sus tres casos.                               |                          |              |               |                           |                      |
| 6 | «Sore Must Be The Storm» | Craig Zobel  | Brad Ingelsby | 23 de mayo de 2021        | 1.210                |
| Aprovechando una segunda oportunidad y motivada por una pérdida, Mare revalúa viejos sospechosos, lo que la lleva a una pista impactante.    |                          |              |               |                           |                      |
| 7 | «Sacrament»              | Craig Zobel  | Brad Ingelsby | 30 de mayo de 2021        | 1,520                |
| El caso da un giro devastador y la familia y amigos de Mare procesan las consecuencias mientras ella intenta encontrar su propio camino.     |                          |              |               |                           |                      |

## Producción

### Desarrollo
El 23 de enero de 2019, se anunció que HBO y Wiip habían ordenado una serie de televisión limitada creada por Brad Ingelsby, quien también sería guionista, showrunner y productor ejecutivo, mientras que Gavin O’Connor dirigiría todos los episodios y serviría como productor ejecutivo. Además, se anunció que Kate Winslet, protagonista de la miniserie, también se desempeñaría como productora ejecutiva, junto a Gordon Gray, Paul Lee y Mark Roybal. El 29 de octubre de 2020, HBO anunció en su cuenta oficial de Twitter que la serie se estrenaría en 2021.

### Casting
El 23 de enero de 2019, se anunció que Winslet había sido elegida en el rol principal. El 27 de septiembre de 2019, se anunció que Julianne Nicholson, Jean Smart, Angourie Rice, Evan Peters, Cailee Spaeny y David Denman también se sumaban al elenco, en roles aun sin revelar. El 17 de octubre de 2019, se anunció que John Douglas Thompson, Patrick Murney, Ben Miles, James McArdle, Sosie Bacon, Joe Tippett y Neal Huff también habían sido seleccionados para formar parte del elenco.

### Rodaje
El rodaje de la miniserie se llevó a cabo desde noviembre de 2019 a octubre de 2020 en Pensilvania.

## Lanzamiento
El 16 de febrero de 2021, HBO lanzó el primer tráiler oficial de la serie, para posteriormente ser estrenada el 18 de abril de 2021.

## Recepción

### Críticas
La serie recibió una aclamación por la crítica. En Rotten Tomatoes, tiene una aprobación del 92% basada en 79 críticas, con una puntuación promedio de 8/10. El consenso de las críticas refiere: "Basada en Kate Winslet, la mejor de su carrera, las ambiciones de Mare of Easttown a veces superan su alcance, pero su misterio central está respaldado por un sentido tan fuerte del lugar y el carácter que apenas importa.". En Metacritic, la serie tiene un puntaje promedio de 82/100 basado en el análisis de 39 críticos, indicando la "aclamación universal"

### Premios y nominaciones
| Año  | Premio                             | Categoría                                                             | Nominado(a) | Resultado | Ref.          |
| ---- | ---------------------------------- | --------------------------------------------------------------------- | --- | --------- | ------------- |
| 2021 | Premios Primetime Emmy             | Mejor miniserie                                                       | Paul Lee, Mark Roybal, Craig Zobel, Kate Winslet, Brad Ingelsby, Gavin O'Connor, Gordon Gray, Ron Schmidt and Karen Wacker | Nominado  | [ 24 ] [ 25 ] |
| 2021 | Premios Primetime Emmy             | Mejor actriz - Miniserie o telefilme                                  | Kate Winslet | Ganadora  | [ 24 ] [ 25 ] |
| 2021 | Premios Primetime Emmy             | Mejor actor de reparto - Miniserie o telefilme                        | Evan Peters (por "Enter Number Two")                                                                                       | Ganador   | [ 24 ] [ 25 ] |
| 2021 | Premios Primetime Emmy             | Mejor actriz de reparto - Miniserie o telefilme                       | Julianne Nicholson (por "Sacrament")                                                                                       | Ganadora  | [ 24 ] [ 25 ] |
| 2021 | Premios Primetime Emmy             | Mejor actriz de reparto - Miniserie o telefilme                       | Jean Smart (por "Sacrament")                                                                                               | Nominada  | [ 24 ] [ 25 ] |
| 2021 | Premios Primetime Emmy             | Mejor dirección - Miniserie, telefilme o especial dramático           | Craig Zobel | Nominado  | [ 24 ] [ 25 ] |
| 2021 | Premios Primetime Emmy             | Mejor guion - Miniserie, telefilme o especial dramático               | Brad Ingelsby | Nominado  | [ 24 ] [ 25 ] |
| 2021 | Premios Emmy a las Artes Creativas | Mejor casting en una minniserie, telefilme o especial dramático       | Avy Kaufman | Nominado  | [ 24 ] [ 25 ] |
| 2021 | Premios Emmy a las Artes Creativas | Mejor cinematografía en una miniserie, telefilme o especial dramático | Ben Richardson | Nominado  | [ 24 ] [ 25 ] |
| 2021 | Premios Emmy a las Artes Creativas | Mejor diseño de vestuario contemporáneo                               | Meghan Kasperlik, Francisco Stoll, Taylor Smith, Laura Downing & Jennifer Hryniw (por "Miss Lady Hawk Herself")            | Nominado  | [ 24 ] [ 25 ] |
| 2021 | Premios Emmy a las Artes Creativas | Mejor diseño de peluquería contemporánea                              | Shunika Terry, Lawrence Davis, Lydia Benaim & Ivana Primorac (por "Sore Must Be the Storm")                                | Nominado  | [ 24 ] [ 25 ] |
| 2021 | Premios Emmy a las Artes Creativas | Mejor diseño de maquillaje contemporáneo (no protésico)               | Debi Young, Sandra Linn, Ngozi Olandu Young & Rachel Geary (por "Sore Must Be the Storm")                                  | Nominado  | [ 24 ] [ 25 ] |
| 2021 | Premios Emmy a las Artes Creativas | Mejor edición para una sola cámara                                    | Amy E. Duddleston & Naomi Sunrise Filoramo (por "Fathers")                                                                 | Nominado  | [ 24 ] [ 25 ] |
| 2021 | Premios Emmy a las Artes Creativas | Mejor edición para una sola cámara                                    | Amy E. Duddleston (por "Miss Lady Hawk Herself")                                                                           | Nominado  | [ 24 ] [ 25 ] |
| 2021 | Premios Emmy a las Artes Creativas | Mejor diseño de producción para un programa narrativo contemporáneo   | Keith P. Cunningham, James F. Truesdale & Edward McLoughlin                                                                | Ganador   | [ 24 ] [ 25 ] |
| 2021 | Premios Emmy a las Artes Creativas | Mejor mezcla de sonido para una miniserie o telefilme                 | Joe DeAngelis, Chris Carpenter & Richard Bullock                                                                           | Nominado  | [ 24 ] [ 25 ] |
| 2021 | Premios TCA                        | Programa del año                                                      | Mare of Easttown | Nominado  | [ 26 ]        |
| 2021 | Premios TCA                        | Mejor nuevo programa                                                  | Mare of Easttown | Nominado  | [ 26 ]        |
| 2021 | Premios TCA                        | Mejor logro en miniserie, telefilme o película para tv                | Mare of Easttown | Ganador   | [ 26 ]        |
| 2021 | Premios TCA                        | Logro individual en Drama                                             | Kate Winslet | Nominada  | [ 26 ]        |
| 2022 | Premios de la Crítica Televisiva   | Mejor película/miniserie                                              | Mare of Easttown | Pendiente | [ 27 ]        |
| 2022 | Premios de la Crítica Televisiva   | Mejor actriz en película/miniserie                                    | Kate Winslet | Pendiente | [ 27 ]        |
| 2022 | Premios de la Crítica Televisiva   | Mejor actriz de reparto en película/miniserie                         | Jean Smart | Pendiente | [ 27 ]        |
| 2022 | Premios de la Crítica Televisiva   | Mejor actriz de reparto en película/miniserie                         | Julianne Nicholson | Pendiente | [ 27 ]        |
| 2022 | Premios de la Crítica Televisiva   | Mejor actor de reparto en película/miniserie                          | Evan Peters | Pendiente | [ 27 ]        |
| 2022 | Premios Globo de Oro               | Mejor miniserie o telefilme                                           | Mare of Easttown | Nominada  | [ 28 ]        |
| 2022 | Premios Globo de Oro               | Mejor actriz de miniserie o telefilme                                 | Kate Winslet | Ganadora  | [ 28 ]        |
| 2022 | Premios del Sindicato de Actores   | Mejor actriz de televisión - Miniserie o telefilme                    | Kate Winslet | Ganadora  | [ 29 ]        |
| 2022 | Premios del Sindicato de Actores   | Mejor actriz de televisión - Miniserie o telefilme                    | Jean Smart | Nominada  | [ 29 ]        |
| 2022 | Premios del Sindicato de Actores   | Mejor actor de televisión - Miniserie o telefilme                     | Evan Peters | Nominado  | [ 29 ]        |